# Kulmer lov
Kulmer lov, Culm lov eller Chełmno lov (tysk: Kulmer Recht ; latin: Jus Culmense vetus; polsk: Prawo chełmińskie) var en juridisk forfatning for en kommunal styreform brugt i flere centraleuropæiske byer i middelalderen.
Den blev indledt den 28. december 1233 i de Den Tyske Ordensstat af Hochmeister Hermann von Salza og Hermann Balk, da byerne Thorn (Toruń) og Chełmno (Kulm) modtog tysk bylov, især som en ændring af Magdeburg-rettighederne. Det originale dokument (Kulmer Handfeste) er opkaldt efter byen, den blev underskrevet, og gik tabt i 1244, da rådhuset brændte på grund af et angreb fra Swantopolk 2. hertug af Pommern. Det fornyede charter af 1. oktober 1251 var baseret på en kopi i Thorn, men rettighederne blev reduceret.
Denne type lov blev for det meste givet af den tyske orden til byer i deres klosterstat, men også vedtaget af byer andre steder, hovedsageligt i det nærliggende uafhængige hertugdømme Masovien. Derudover blev Kulm-loven udvidet, uafhængigt af ridderne, til et større sæt love kaldet Alter Kulm.
Byer under Kulm-loven omfattede:
| I klosterstaten Preussen | I det uafhængige hertugdømme Masovien |
| --- | --- |
| - Kulm (Chełmno) - 1233 - Thorn (Toruń) - 1233 - Marienwerder (Kwidzyn) - 1233 - Memel (Klaipėda) - 1258 - Königsberg (Kaliningrad) - 1286 - Graudenz (Grudziądz) - 1291 - Deutsch Eylau (Iława) - 1305 - Soldau (Działdowo) - 1344 - Bütow (Bytów) - 1346 - Allenstein (Olsztyn) - 1348 - Baldenburg (Biały Bór) - 1395 - Gerdauen (Zheleznodorozhny) - 1398 | - Płock - 1237 - Warszawa - 1334 - Różan - 1378 - Czersk - 1386 - Ciechanów - 1400 - Łomża - 1418 - Liw - 1421 - Kolno - 1425 - Tykocin - 1425 - Przasnysz - 1427 - Mława - 1429 - Radzymin - 1475 - Niedzbórz - 1505 |